# K.S.K. Beveren
K.S.K. Beveren var er en belgisk fodboldklub, fra byen Beveren i det østlige Flandern. Klubben blev oprettet den 1. juli 1934, men blev opløst i 2010, da den blev lagt sammen med KV Røde Stjerne Wassland for at lave klubben KV Røde Stjerne Waasland-Beveren
Klubben har blandt andet haft den tidligere belgiske landsholdsmålmand og en af verdens bedste målmænd, Jean-Marie Pfaff og den ivorianske landsholdsspiller Yaya Touré i truppen.
| Fodbold | Spire Denne artikel om en fodboldklub er en spire som bør udbygges. Du er velkommen til at hjælpe Wikipedia ved at udvide den. |